# ليو غوتس
ليو غوتس (بالألمانية: Leo Götz)‏ هو رسام وفنان ألماني، ولد في 15 مارس 1883 في فايدن إن در أوبربفالز في ألمانيا، وتوفي في 3 نوفمبر 1962 في هوف في ألمانيا.